# Oberstetten (Niederstetten)
Oberstetten ist ein Stadtteil von Niederstetten im Main-Tauber-Kreis in Baden-Württemberg.

## Geographie
Das Dorf Oberstetten liegt auf etwa 380 m ü. NN im Tal des Vorbachs, eines linken Nebenflüsschens der Tauber, am Zulauf von dessen größtem Zufluss Reutalbach von Osten her. Die haufendorfartige Siedlung breitet sich an dieser Einmündung aus. Seit 1966 besteht im Norden ein Neubaugebiet. Oberhalb des Ortes ist der Vorbach im Hochwasserrückhaltebecken Oberstetten zu einem kleinen See aufgestaut.
In der umgebenden Tallandschaft fallen die vielen Steinriegel an den Hängen auf. Die Täler sind in den erosionsresistenten Muschelkalk eingegraben, weshalb es im Boden viele Steine gibt; ein Hanggewann trägt wohl deshalb den Namen Gesteinich. Die bei der Bewirtschaftung hinderlichen Steine wurden aus Äckern und den inzwischen größtenteils aufgelassenen Weinbergen gelesen und am Rand der Grundstücke in Steinriegeln aufgeschichtet.
Außer das den Siedlungsschwerpunkt bildende Oberstetten selbst gibt es in der auf die Höhen ausgreifenden Gemarkung noch weitere kleine Ortschaften. Zur Gemarkung der ehemaligen Gemeinde Oberstetten gehören das Dorf Oberstetten (⊙) mit dem Weiler Weilerhof (⊙), dem Gehöft Höllhof (⊙; teilweise auch zu Wildentierbach) und den Häusern Fuggersmühle (⊙), Reutalmühle (⊙) und Stegmühle (⊙). Der Weiler Weilerhof liegt in Gemarkungsrandlage auf der linken Höhe über dem Vorbachtal, der Höllhof rechts des Reuttals auf der Grenze zur Nachbargemarkung von Wildentierbach. Unter ihm steht am Reutalbach die Reutalmühle und weiter abwärts schon am Dorfrand die Fuggermühle. Die Stegmühle folgt dem Dorf vorbachabwärts. Von Schrozberg her kommend gibt es noch die Obere Mühle die aber auch wie die anderen Mühlen ihre ursprünglichen Aufgaben nicht mehr erfüllen und zum größten Teil für Wohnzwecke umgebaut wurden.

## Geschichte
Der Ort wurde um 800 (9. Jahrhundert) erstmals in einer Urkunde des Bistums Fulda als Oberensteten erwähnt. Zu Beginn ist die Ortsgeschichte mit der von Niederstetten gemeinsam. Ein ortseigener Niederadel wurde nur in einer nicht sicher zuweisbaren Urkunde von 1255 erwähnt. Eine im 13. Jahrhundert erstmals im Ort erwähnte Burg der Herren von Seckendorff wurde im Jahre 1441 durch die Rothenburg zerstört. Im Jahre 1384 wurde Oberstetten durch Gotfried von Hohenlohe an die Mertin von Mergentheim verpfändet, 1388 wiederum an Seifried Häuptlin, einen Bürger zu Rothenburg. Die Gerichtsrechte kamen nach dem Aussterben der Hohenlohe-Brauneck im Jahre 1390 an die Nürnberger Burggrafen, welche sie im Jahre 1525 ebenfalls an die Rothenburg abtraten. Die Zugehörigkeit zur Zent Haltenbergstetten lockerte sich in der Folge. Die Reichsstadt Rothenburg bezog den Ort Oberstetten in ihre Landwehr ein. Oberstetten war einst Sitz eines rothenburgischen Amtes mit Wildentierbach, Heimberg und Hachtel. Von 1803 bis 1810 war der Ort bayerisch und seither durch den Grenzvertrag zwischen Bayern und Württemberg württembergisch. In der Folge gehörte der Ort zum Oberamt Gerabronn und ab 1938 zum Landkreis Mergentheim. Am 1. Januar 1972 wurde die ehemals eigenständige Gemeinde Oberstetten nach Niederstetten eingemeindet.

## Religion
Eine Kirche vor Ort wurde schon im 9. Jahrhundert erwähnt. Bei der St.-Bonifatius-Kirche handelt es sich um eine auf Fulda zurückgehende Mutterkirche von Niederstetten. Die Chorturmkirche besitzt einen romanischen tonnengewölbten Chor, ein Fachwerkobergeschoss und ein spätgotisches barockes Langhaus in einem einst befestigten Friedhof. Ursprünglich reichte der Sprengel vorbachaufwärts bis Schrozberg und vorbachabwärts bis Laudenbach. Hohenlohe behielt sich bei Verkauf der Herrschaft die Pfarrei vor. Erst im Jahre 1605 fiel die Pfarrei an Rothenburg. Die Reformation erfolgte demnach wie in Hohenlohe. Die Katholiken gehören zu Niederstetten.

## Kultur und Sehenswürdigkeiten

### Amtshaus und Theater
Das Amtshaus Oberstetten, das frühere Verwaltungsgebäude des Oberamtes, dient heute dem Russland-Deutschen Theater als Übungsraum, Spielstätte und sonstiger Veranstaltungsort.

### Wehrkirche Oberstetten
Die Kirche des Ortes wurde als Wehrkirche erbaut und ist dem heiligen Bonifatius geweiht. Zu sehen sind auf jeder Turmseite noch Schießscharten. Das Chorinnere ist mit romanischen Bildern aus der Zeit um 1300 bemalt. Die älteste Glocke stammt aus dem Jahre 1417.

### Tourismus und Naherholung
Seit 2016 ist Oberstetten der Ausgangspunkt der Württemberger Weinstraße, die in Kressbronn am Bodensee endet. Der Weinort gehört zum Bereich Kocher-Jagst-Tauber.

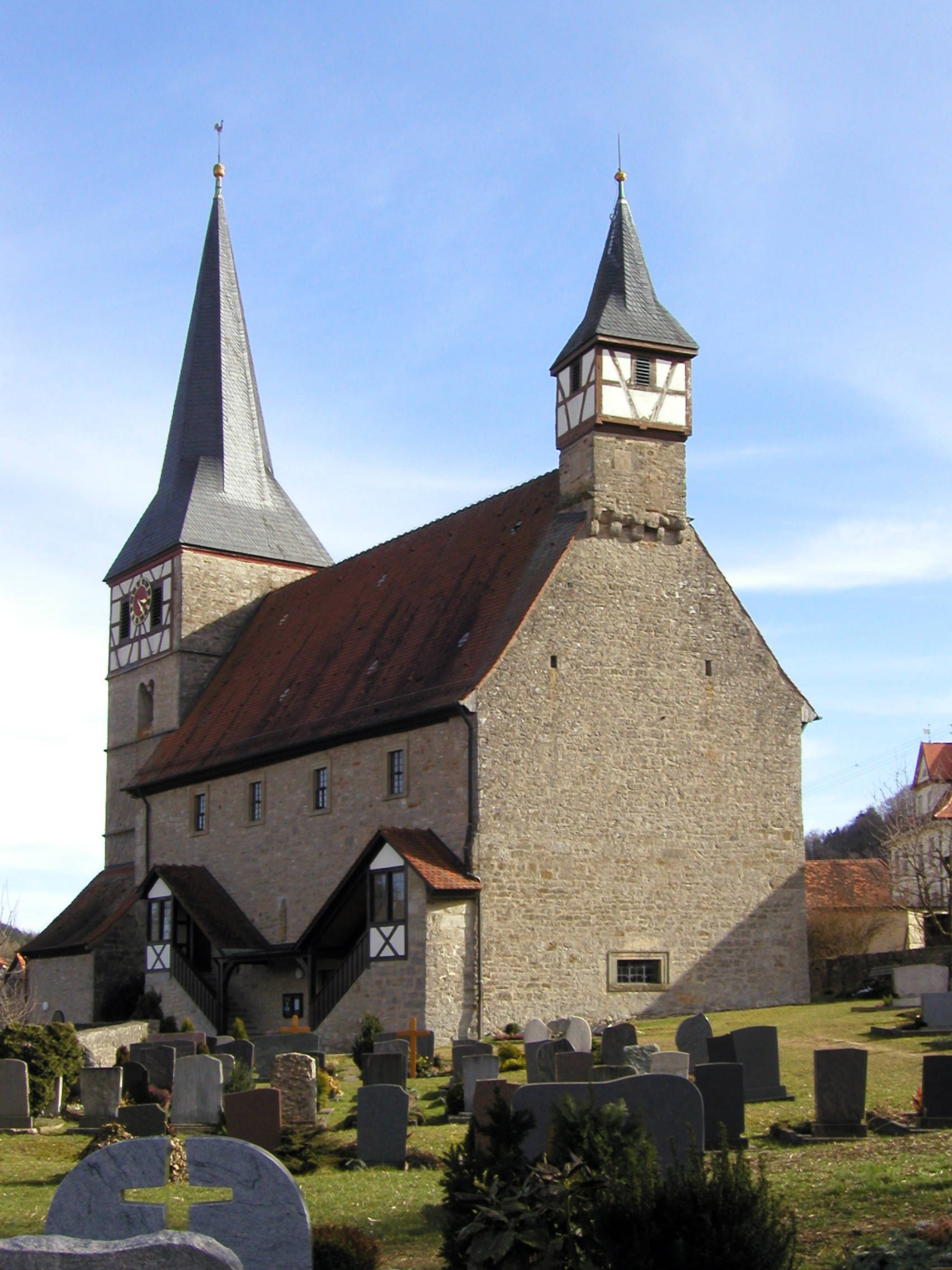
Wehrkirche in Oberstetten
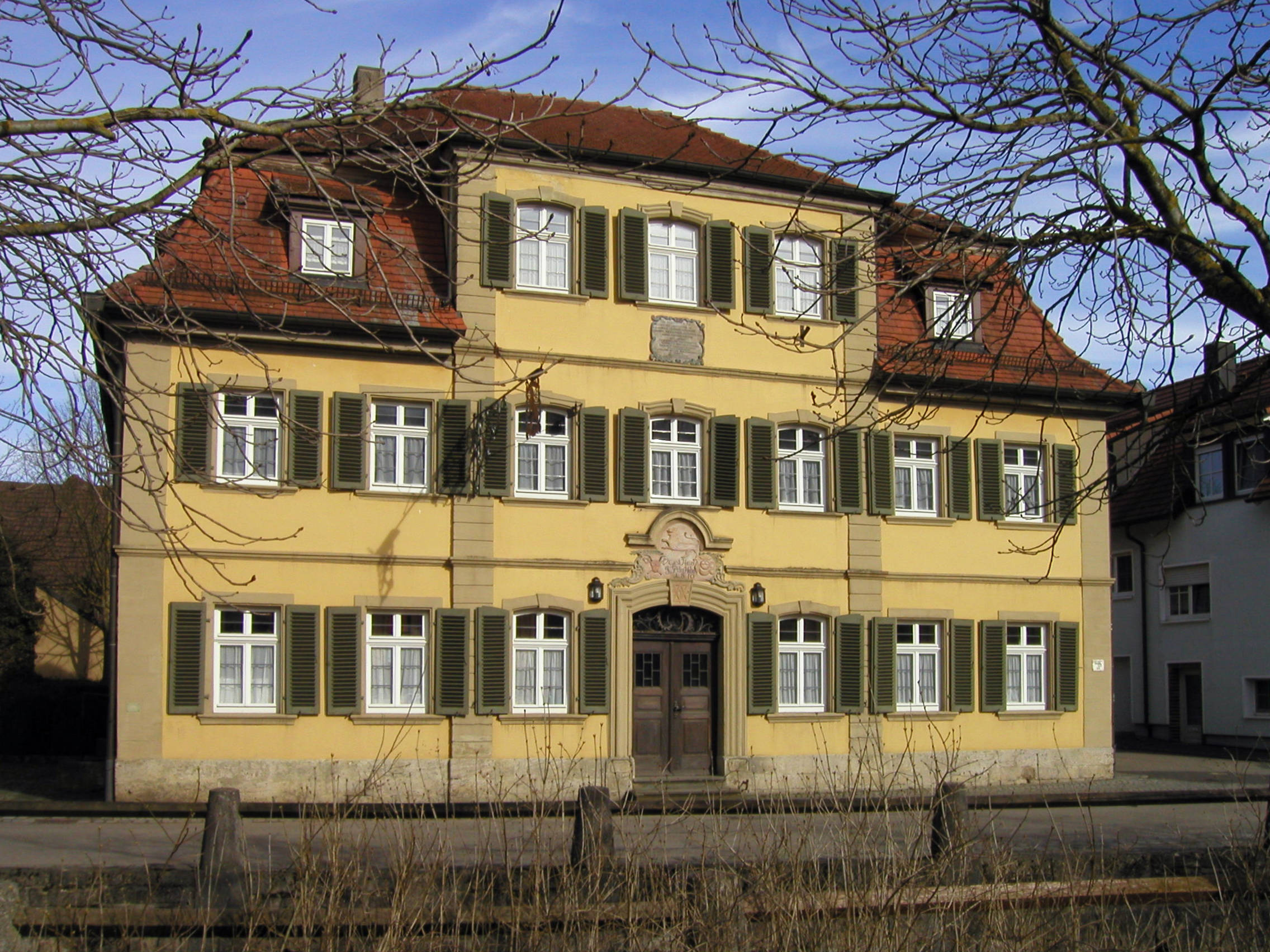
Amtshaus Oberstetten
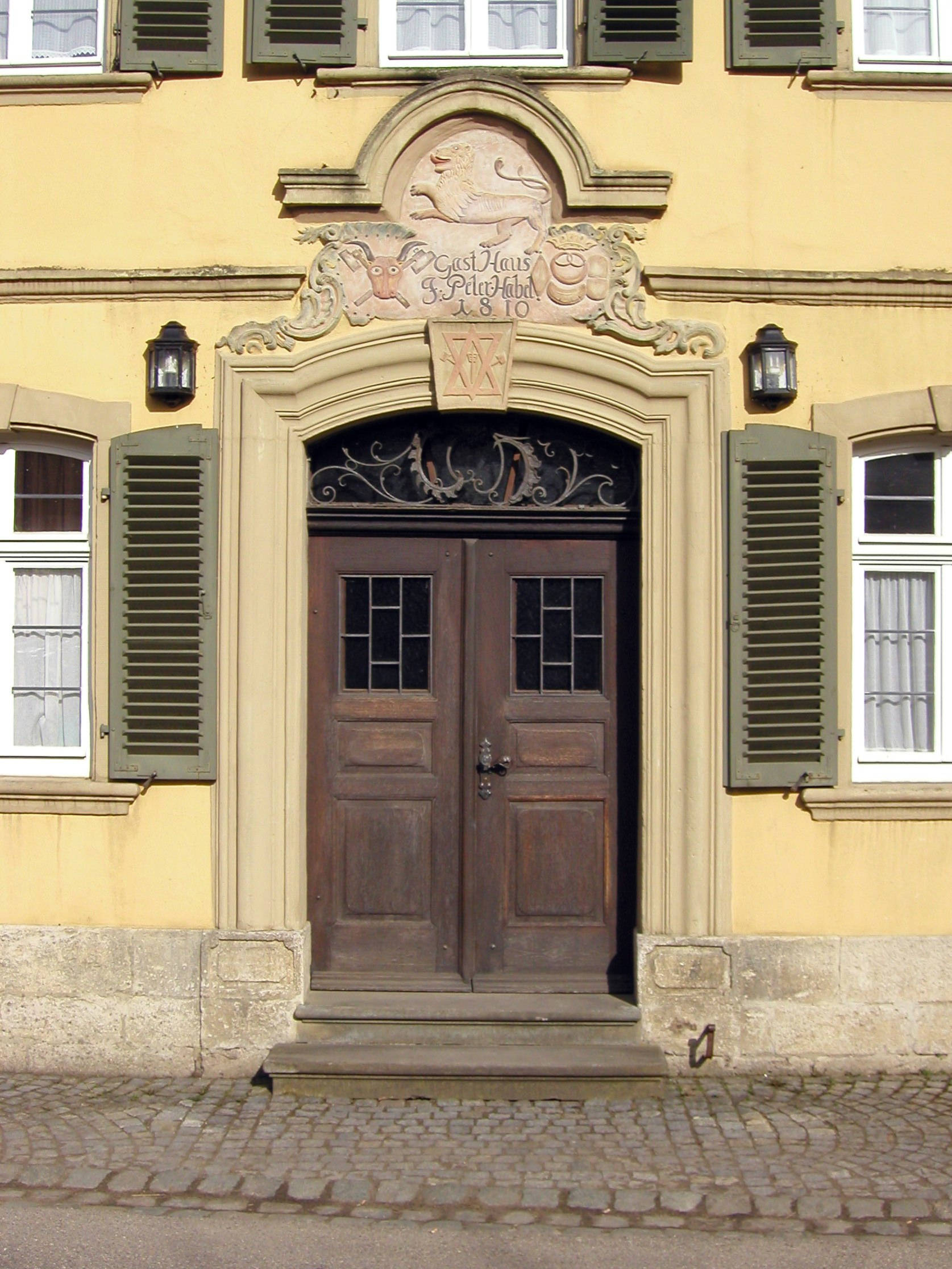
Das Eingangsportal des Amtshauses

## Persönlichkeiten
- Friedrich von Bonhoeffer (1828–1907), Jurist